# Kattostmätare
Kattostmätare (Larentia clavaria) är en fjärilsart som beskrevs av Adrian Hardy Haworth 1809. Kattostmätare ingår i släktet Larentia och familjen mätare. Arten är reproducerande i Sverige. Inga underarter finns listade i Catalogue of Life.

## Bildgalleri

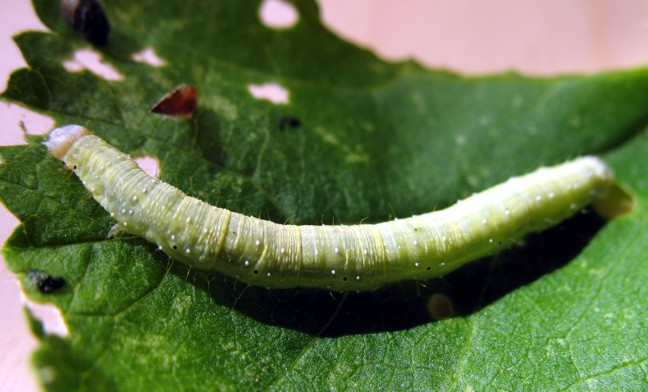
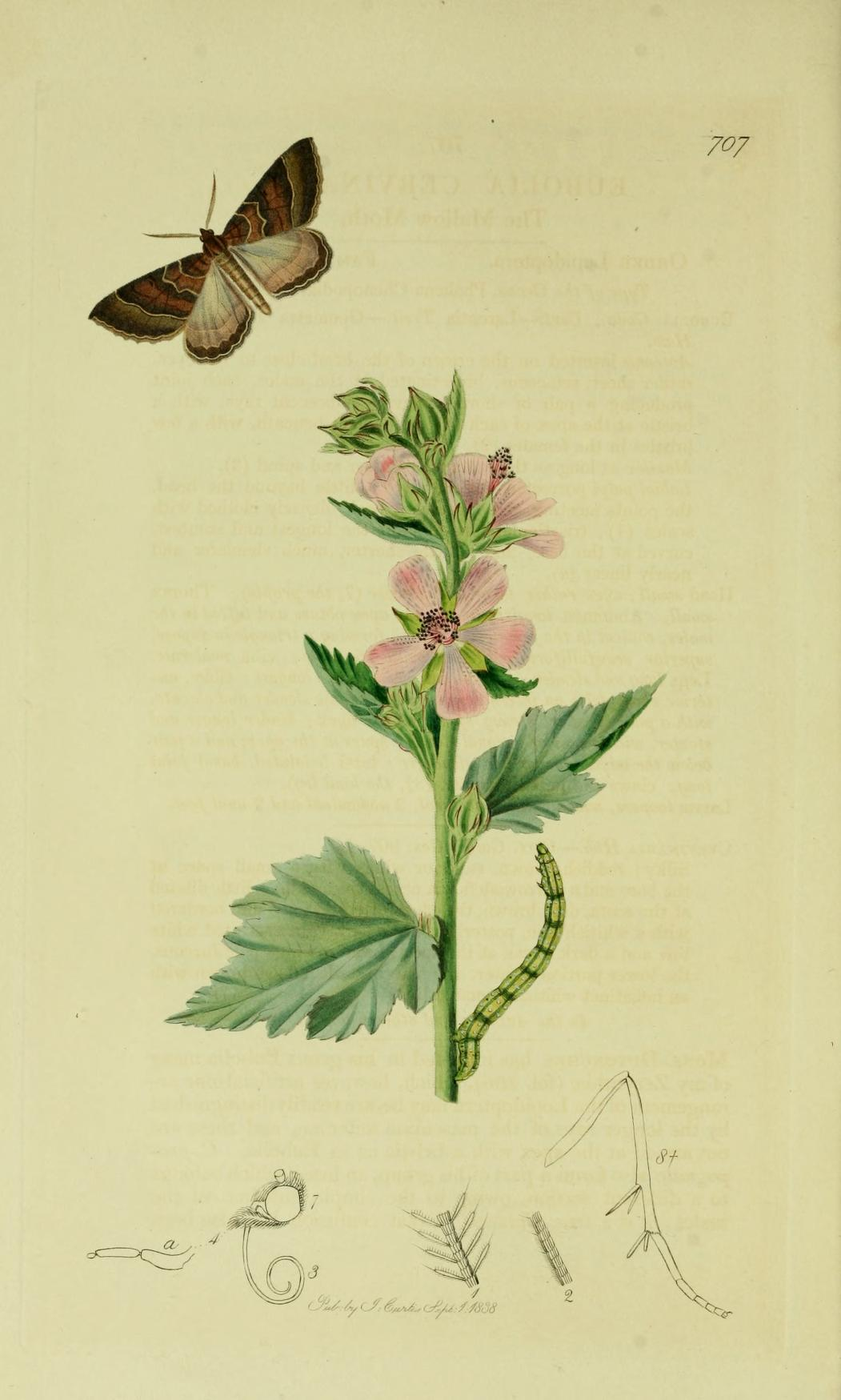